# Enter Sandman
«Enter Sandman» (с англ. — «Входит песочный человек») — песня американской группы Metallica, первый трек в одноимённом альбоме. Также выходила синглом, предваряющим альбом. Музыка написана Кирком Хэмметом, Джеймсом Хетфилдом и Ларсом Ульрихом. Продюсером песни стал Боб Рок. Текст связан с темой  детских кошмаров.
Сингл «Enter Sandman» стал золотым: на территории США было приобретено более 500 000 копий. Критики отнеслись к песне благосклонно, и, начиная с 1991 года, она входит во все концертные альбомы группы и исполняется на церемониях награждения и прочих важных мероприятиях.
С момента выхода песни появились утверждения, что основной рифф был взят из песни "Tapping into the Emotional Void" группы Excel. "Tapping into the Emotional Void" была первоначально выпущена в их альбоме 1989 года The Joke's on You. В 2003 году сообщалось, что участники Excel рассматривают возможность судебного иска против Metallica из-за сходства между песнями.

## Создание и запись
«Enter Sandman» стала первой композицией, написанной группой для альбома Metallica. Гитарист Кирк Хэммет и басист Джейсон Ньюстед отдали запись с заготовками для будущих песен ритм-гитаристу Джеймсу Хетфилду и барабанщику Ларсу Ульриху. Они, в свою очередь, предложили собственные идеи, и дома у Ульриха в Беркли (Калифорния) проходила дальнейшая работа над материалом.
«Enter Sandman» родилась из гитарного риффа, который придумал Хэммет. Сначала рифф укладывался в два такта, но позже Ульрих предложил играть первый такт три раза. Музыка была написана быстро, но Хетфилд долгое время не мог закончить с вокалом и текстом. Текст к «Enter Sandman» был написан едва ли не позже, чем ко всем остальным композициям альбома. Хетфилду казалось, что музыка к песне очень легко воспринимается и имеет коммерческую направленность, и в противовес этому он решил написать текст о разрушении семейного счастья. Впервые за всю историю группы Ульрих и продюсер Боб Рок сказали Джеймсу, что он мог бы написать текст и получше. По мнению Ульриха, ещё до того, как были написаны слова, «Enter Sandman» был основой альбома.
Инструментальная демозапись была сделана 13 сентября 1990 года. Альбом Metallica, в основном, записывался в Лос-Анджелесе в студии One on One в период с октября 1990 года по июнь 1991 года, но одну неделю группа работала в Ванкувере. Процесс записи был для музыкантов непривычным: новый продюсер Боб Рок предложил музыкантам прописывать партии вместе, а не по отдельности.
Хетфилд говорит, что в песне можно услышать «стену гитар»: для того, чтобы добиться такого саунда, было задействовано три ритм-гитары. По словам звукорежиссёра Рэнди Стауба, барабаны записывались около 50 раз, потому что Ульрих работал над каждой секцией песни отдельно. Стауб рассказал, что было потрачено много времени на поиски оптимального звука из разных частей комнаты, и, что для записи гитар и барабанов было использовано от 40 до 50 микрофонов. С появлением нового продюсера особую роль приобрела партия бас-гитары.
Из всех песен в альбоме «Enter Sandman» была смикширована первой. Сделать это было нелегко: ведь, по замыслу, песня должна была передавать звучание всего альбома. Микширование длилось 10 дней.

## Музыка и текст
В альбом Metallica вошли довольно несложные композиции, в том числе и «Enter Sandman», тогда как предыдущий альбом …And Justice for All был более замысловатым. Ларс Ульрих охарактеризовал «Enter Sandman» как «песню одного риффа, в которой все секции были сделаны из главного проигрыша, написанного Хэмметом».
«Enter Sandman» записан в темпе 123 BPM. Песня начинается с гитарного вступления, схожего с основным риффом, в тональности ми-минор; используется эффект «вау-вау». После этого вступают том-том и бас-гитара, а гитары с эффектом дисторшн ведут основной рифф, который начинается с 56 секунды. Пи Джей Хоуорт в своей книге «The Wah-Wah Book» охарактеризовал основной рифф как «зловещий» (англ. sinister). Далее следуют части основной структуры песен: куплет, пред-припев и припев. В последних двух тональность поднимается на целый тон: из ми в фа-диез. После второго припева Хэммет играет гитарное соло, используя педаль «вау-вау». Далее звучит брейк, во время которого можно услышать гитарное вступление, барабаны и голос Хетфилда. Он учит ребёнка перед сном читать молитву «Now I Lay Me Down to Sleep», а после поёт колыбельную «Hush Little Baby». Далее следует припев и после этого песня затихает. Во время этого музыканты играют вступление в обратной последовательности нот.
По словам обозревателя AllMusic Криса Тру, текст песни посвящён кошмарам и всему, что с ними связано. В «Enter Sandman» идёт речь о персонаже фольклора песочном человеке, который, согласно поверьям, сыплет заигравшимся допоздна детям в глаза волшебный песок, заставляя их засыпать. Ларс Ульрих:

«Вообще же эта песня — об известной сказке, которой обычно пугают на ночь маленьких детей. Им говорят, что если они не будут спать, придёт этот самый Песочный человек и насыплет песку в глаза. Эта сказка известна каждому американцу с детства, но я-то родился и вырос в Дании и никогда не слышал этой истории. Несколько лет я считал „Enter Sandman“ совершенно идиотским названием, а когда я наконец спросил у Джеймса, что же означает „Песочный человек“, я въехал, как это круто!»

 При этом у соотечественника Ульриха, Ханса Кристиана Андерсена, автора всемирно известных сказок для детей и взрослых, этим героем является Оле Лукойе.
Отсутствие одноимённого персонажа в других национальных культурах, в том числе и русской, затрудняет и перевод песни. Возможность художественного эквиритмичного перевода слов этой песни представлена текстами Приход Бабая и Входит Сэндмен.
Как вариант русской фольклористики можно рассматривать персонаж Дрёмы, а название песни как Пришла Дрёма.
Название песни, как подсказывает грамматика, в буквальном прочтении означает ремарку в (воображаемой) пьесе: «Появляется такой-то (Sandman)».

## Релиз и критика
Изначально предполагалось, что первым выйдет сингл «Holier Than Thou». Согласно фильму «A Year and a Half in the Life of Metallica», Боб Рок сказал музыкантам, что пять-шесть песен с альбома станут классикой, причём не только для поклонников, но и для радиостанций. Он считал, что первой песней, выпущенной в свет должна стать «Holier Than Thou». По словам Боба, первым, кто почувствовал необходимость сначала издать «Enter Sandman» был Ульрих. Позже с ним согласились остальные участники группы и было принято решение поступить именно так.
Сингл вышел 29 июля 1991 года, за две недели до релиза альбома Metallica. Альбом занял первое место в Billboard 200 и был продан во всем мире тиражом свыше 15 000 000 копий, что, по словам Криса Тру, позволило «Enter Sandman» стать самой узнаваемой композицией в роке всех времён. Сингл удостоился шестнадцатого места в Billboard Hot 100 и пятого в UK Singles Chart. 30 сентября 1991 года он стал вторым синглом группы, который получил статус золотого: было продано более 500 000 копий. Кроме того, в 1992 году песня номинировалась на премию «Грэмми» за «лучшую рок композицию», но уступила «The Soul Cages» Стинга.
Критики хорошо приняли «Enter Sandman». Обозреватель AllMusic Крис Тру назвал её «лучшим моментом группы» а также сказал, что это «взрывной метал стадионного уровня, энергетика которого захватывает со вступления до самого конца». Стив Хюи в своём обзоре на AllMusic называет «Enter Sandman» одной из лучших песен альбома Metallica. Журналист из Rolling Stone Роберт Палмер назвал песню первой колыбельной в стиле метал. Стив Сид с Би-би-си охарактеризовал «Enter Sandman» как драматичную и отметил, что новые мотивы показали изменения в звучании группы. Тим Гриерсон из журнала Blender сказал, что текст песни воссоединяет обычаи, связанные со сном ребёнка с кошмарными образами и похвалил главный рифф.
«Enter Sandman» получил много одобрительных отзывов. Журнал Rolling Stone поместил её на 399-ю позицию в списке 500 величайших песен всех времён, а VH1 на 22-е место в списке 40 лучших песен в стиле метал, а также на 18-е в списке 100 величайших песен 90-х и на 88-е в списке 100 величайших песен последних 25 лет. Журнал Blender включил «Enter Sandman» в «100 песен, изменивших мир». Читатели журнала Total Guitar выбрали рифф композиции на 5-е место, а Kerrang! поместил песню на 4-е место в списке 100 лучших синглов всех времён. Зал славы рок-н-ролла включил «Enter Sandman» в «500 песен создавших рок». В 2009 году композиция удостоилась 5-го места среди лучших песен в стиле хард-рок по версии VH1. Британский журнал New Musical Express включил данную композицию в свой список «500 величайших песен всех времён», разместив её в нём на 362-й позиции. По результатам опроса читателей издательства TeamRock гитарный рефрен «Enter Sandman» в 2017 году вошёл в число двадцати величайших гитарных риффов всех времён. В марте 2023 года группа авторов американского издания Rolling Stone включила композицию в список «100 величайших хеви-метал песен всех времён». В этом рейтинге она заняла 30-ю позицию.

## Видеоклип
«Enter Sandman» — первый клип с альбома Metallica, и второй сделанный группой за всю её историю. Также это первая работа Metallica с режиссёром Вейном Ишамом, который позже снял ещё 5 видеоклипов. Видео было окончено 3 июля 1991 года в Лос-Анджелесе, а презентация состоялась 30 июля, за две недели до выхода альбома.
Сюжет клипа полностью отражает идею песни: вначале можно увидеть мальчика, которому снятся кошмары, и после этого — старого человека, а также музыкантов группы, исполняющих «Enter Sandman». Мальчику снится, что он тонет, падает с вершины здания, а в конце клипа бросается со скалы, спасаясь от грузовика. Пока мальчик читает молитву за ним наблюдает старик. По ходу всего видео изображение постоянно мерцает.
В 1992 году клип выиграл в номинации на лучшее хард-рок видео по версии MTV.

## Исполнение и кавер версии
Metallica исполняла «Enter Sandman» почти на всех своих концертах сразу после того, как он вышел. Живую версию песни группа издала на видео: Live Shit: Binge & Purge, Cunning Stunts и S&M. Обсуждение «Enter Sandman» можно увидеть на A Year and a Half in the Life of Metallica и Classic Albums: Metallica — Metallica, а видеоклип на композицию — на The Videos 1989—2004. Metallica играла песню на различных памятных концертах: в 1991 году на церемонии награждения за лучшее видео по версии MTV, на «Грэмми» 1992 года, на концерте памяти Фредди Меркьюри, на Live Earth и на церемонии внесения в Зал славы рок-н-ролла
Во время тура в поддержку альбома Load группа устраивала постановки происшествий во время исполнения «Enter Sandman»: однажды начала рушиться световая башня. Эти сцены можно увидеть на Cunning Stunts. 6 июня 2004 года на фестивале Download в Англии песня была исполнена при участии Джоуи Джордисона из Slipknot, который заменил на барабанах заболевшего Ульриха.
Многие известные группы делали кавер-версии на «Enter Sandman», среди них: Motörhead, Apocalyptica, Ричард Чиз, Reel Big Fish, Tropikal Forever, Die Krupps, Oomph!, Ghost и Пэт Бун. Кавер от Motörhead в 2000 году номинировался на «Грэмми» за лучшее выступление в стиле метал, но уступил приз концертной версии песни Black Sabbath «Iron Man».

## Исполнители
- Джеймс Хетфилд — ритм-гитара, вокал
- Кирк Хэммет — соло-гитара
- Джейсон Ньюстед — бас-гитара, бэк-вокал
- Ларс Ульрих — барабаны
- Боб Рок — продюсер
- Рэнди Стауб — звукорежиссёр

## Позиции в чартах
| Чарт (1991)                          | Верхняя позиция |
| ------------------------------------ | --------------- |
| Норвежский чарт синглов              | 1               |
| Чарт синглов Великобритании          | 5               |
| Австралийский чарт синглов           | 10              |
| Швейцарский чарт синглов             | 11              |
| Шведский чарт синглов                | 14              |
| США Billboard Hot 100                | 16              |
| США Billboard Mainstream Rock Tracks | 10              |
| Чарт (2006)                          | Верхняя позиция |
| США Billboard Hot Digital Songs      | 55              |